# Chenoderus bicolor
Chenoderus bicolor là một loài bọ cánh cứng trong họ Cerambycidae.